# OBike (臺灣)
oBike在臺灣的無樁式自行車租賃系統於2017年4月開始試營運，由台灣奧致網絡科技有限公司經營，臺北市政府交通局表示於2019年5月30日確認已無人處理經營業務。

## 系統
oBike系統沒有車柱，使用前須加入會員，借車、還車方式為使用手機，無需定點借還，採用每15分鐘為一單位計費，便利商店、ATM、網路銀行、信用卡儲值扣款方式，還車時須停放於合法停車區，違停被檢舉達一定次數將被停權。

## 歷史
2017年
- 4月2日，oBike開始在臺北市試營運，216輛自行車設置於大安森林公園、公館商圈、植物園、大湖公園、花博公園、天母運動公園等處[1][7]，試營運一週的期間每天有500人次以上使用[3]。4月7日自行車開始回收[8]。
- 4月18日，oBike開始在國立東華大學試營運，試營運期間提供250輛自行車於校內騎乘[9][10]。
- 4月22日，oBike開始在臺東市試營運，400輛自行車設置於臺東火車站、臺東轉運站、活水湖等處（另有報導稱有500輛自行車[11]）[12]。
- 4月30日，oBike開始在花蓮市試營運，500輛自行車設置於花蓮火車站、花蓮縣政府、花蓮市公所等處（另有報導稱有560輛自行車[13]）[14]。
- 5月7日，oBike已出現於花蓮縣各鄉鎮市[15]。
- 5月23日，oBike在臺南市提供自行車作為巡守隊巡邏使用[16][17]。
- 5月24日，oBike開始在中華大學營運，提供300輛自行車[18]。
- 5月24日，oBike開始在宜蘭縣營運，540輛自行車設置於宜蘭市、羅東鎮的火車站、轉運站等處[19]。
- 5月25日，oBike開始在南投縣營運[20]。
- 5月27日，oBike開始在臺北市、新北市、基隆市營運，其中基隆市有180輛自行車設置於碧砂漁港、基隆區漁會大樓[21][22]。
- 6月20日，oBike開始在高雄市營運[23]。6月20日oBike預計開始在新竹市營運，提供500輛自行車[24]。
- 9月，oBike開始在新竹縣峨眉湖和十二寮休閒農業區營運，提供150輛自行車[25]。
- 10月16日，oBike開始在苗栗縣的育達科技大學營運，提供50輛自行車[26]。
- 11月18日，oBike開始在雲林縣西螺鎮營運，提供100輛自行車[27]。

2018年
- 6月，oBike新加坡總部申请进入司法清算程序而停止營運，10月臺灣營運團隊大量裁撤，僅維持基本營運與APP客服[28]。

## 爭議

### 自行車停放於機車停車位
oBike自行車停放於機車停車位，引發民眾抱怨。基隆市政府、臺北市政府、宜蘭縣政府曾表示自行車可合法停放於機車停車位。新北市政府交通局於2017年7月7日公告禁止租賃自行車停放於三重區、土城區、中和區等11區的機車停車位，以及捷運站、火車站等大眾運輸場站周邊的自行車停車位，7月10日新北市政府交通局公告新增樹林區、五股區、泰山區等6區禁止租賃自行車停放機車停車位，截至7月20日夜晚新北市有4580輛oBike自行車被拖吊，7月20日oBike業者開始領回自行車，截至12月4日新北市共有8288輛oBike自行車被拖吊，業者領回8190輛。臺中市政府交通局於2017年7月20日公告禁止租賃自行車停放於臺中市的機車停車位。臺北市停車管理工程處於2017年7月24日公告自8月1日起，禁止自行車停放於臺北市的機車收費停車位。

### 移置費
oBike手機APP下架無法提供服務，路上oBike被北市交通局視為廢棄車，展開清除計畫，議員潘懷宗28日指出，北市自行車保管場為放置oBike幾乎滿場，成了燙手山芋，經公告業者若未取回，下月7日將拍賣6341輛，但他不滿至今未找到廠商願回收，oBike積欠的1351萬元移置保管費爛帳恐全民埋單。交通局對此回應，將移送行政執行署強制執行討欠費。

### 其他

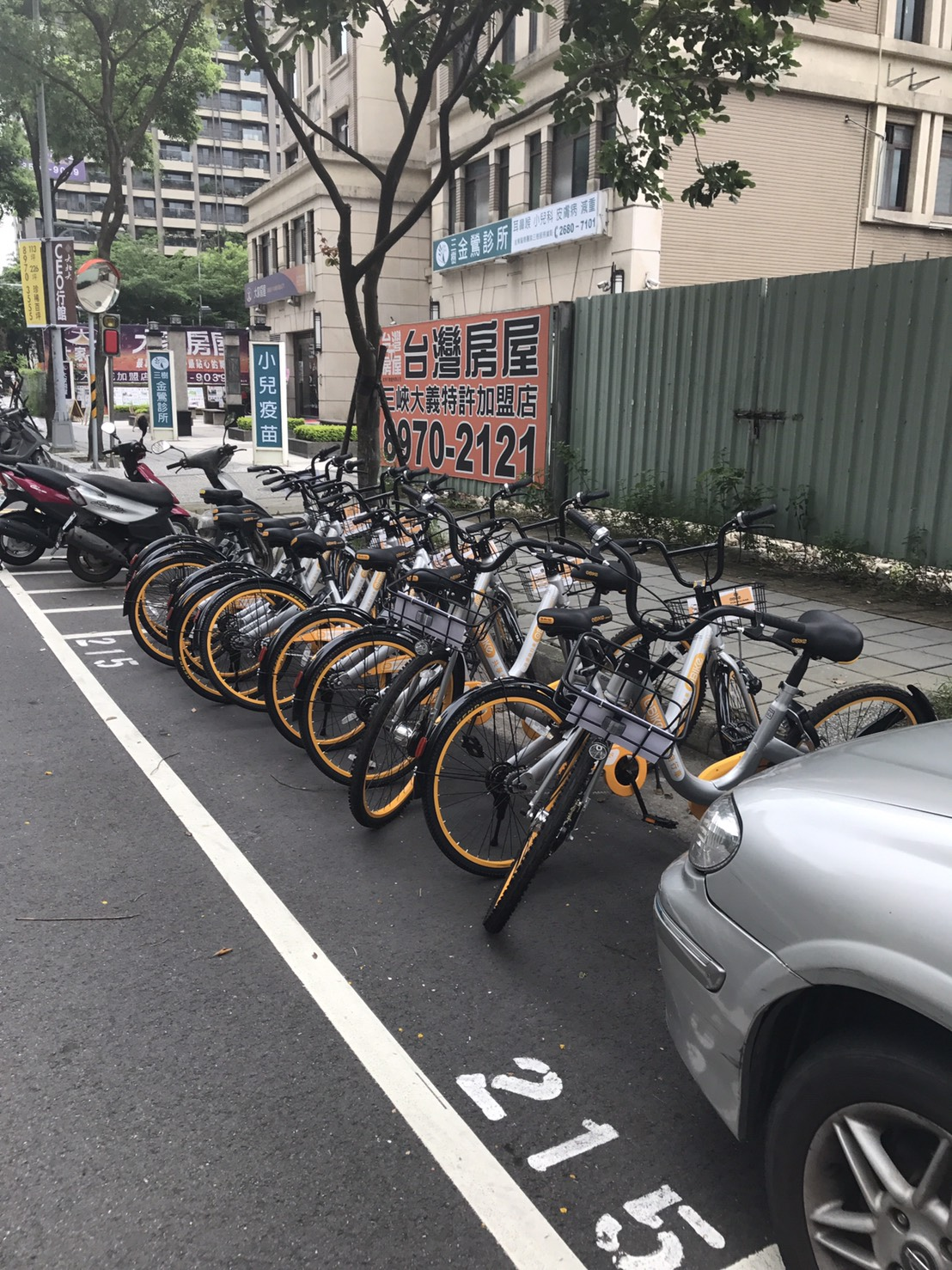
oBike自行車停放於汽車停車位

2017年4月oBike在臺北市試營運期間發生違規停車、占用車位的情況；臺北市政府交通局以「保護消費者權益及管理自行車停放秩序」為由，要求oBike業者與其達成共識後，才能測試或營運。2017年5月在臺東縣，臺東縣警察局表示發現不少民眾違規停車；在花蓮縣，oBike自行車停放於玉里火車站前的人行道，引發民眾不滿，花蓮縣警察局玉里分局張貼公告要求移開，否則開罰；在臺南市，臺南市政府交通局要求oBike業者提出營運計畫，經臺南市政府審核後才能營運；在宜蘭縣，oBike自行車停放於人行道、汽車收費停車格，宜蘭市市長江聰淵表示，若業者不處理，宜蘭市公所將扣留自行車，5月31日宜蘭市公所扣留34輛違停的自行車。2017年7月在新竹縣，新竹縣政府請oBike業者撤走自行車；在臺中市，臺中市政府交通局長王義川表示不歡迎oBike進駐臺中市。2017年8月在桃園市，市長鄭文燦表示暫時不准oBike在桃園營運。2018年6月在國立臺灣大學，總計超過1000輛oBike遭拖吊，移置費與保管費預估達500萬元。自2017年6月至2018年9月21日，臺北市政府警察局已拖吊1302輛違停的oBike。2019年6月，臺北市議員潘懷宗接獲民眾陳情，oBike押金和儲值金因APP下架，不知道怎麼退費，他要求臺北市政府交通局調查處理。

## 外部連結
- oBike
- oBike Taiwan的Facebook專頁